# Palacio CEC
El Palacio CEC (en rumano: Palatul C.E.C.), construido en 1900 y situado en Calea Victoriei frente al Museo Nacional de Historia, en Bucarest, Rumanía, es la sede del banco de ahorros nacional C.E.C., llamado en la actualidad CEC Bank.

## Historia
Antes de la construcción del palacio, su parcela estaba ocupada por las ruinas de un monasterio (de San Juan el Grande) y una posada adyacente. La iglesia del siglo XVI fue renovada por Constantin Brâncoveanu entre 1702 y 1703, pero posteriormente se deterioró y fue demolida en 1875.
El palacio se construyó como la nueva sede del banco más antiguo de Rumanía, la caja de ahorros pública Casa de Depuneri, Consemnațiuni și Economie, conocida posteriormente como C.E.C. (rumano: Casa de Economii și Consemnațiuni). La compra del terreno y la construcción del edificio se pagó con los fondos de la institución. La construcción comenzó el 8 de junio de 1897 y se completó en 1900. El edificio fue diseñado por el arquitecto Paul Guttereau, graduado en la Escuela de Bellas Artes de París; y la construcción fue supervisada por el arquitecto rumano Ion Socolescu.
Tras 106 años de servicio, se consideró que el edificio ya no era apto para la banca moderna y por tanto se vendió al municipio de Bucarest por €17,8 millones para que se usara como museo. Aunque ya no está abierto a los clientes del CEC, el banco continúa alquilando el edificio como su sede hasta que se encuentre o se construya un sustituto adecuado.
En 2009, fue el lugar de las celebraciones del 60 cumpleaños de la Princesa Margarita de Rumanía.

## Arquitectura
Construido en estilo Beaux Arts, el palacio está coronado con una cúpula de cristal y metal. La entrada consiste en un arco apoyado en dos pares de columnas de estilo compuesto. Las cuatro esquinas están decoradas con frontones y escudos de armas, y terminan en cúpulas renacentistas.

## Galería de imágenes

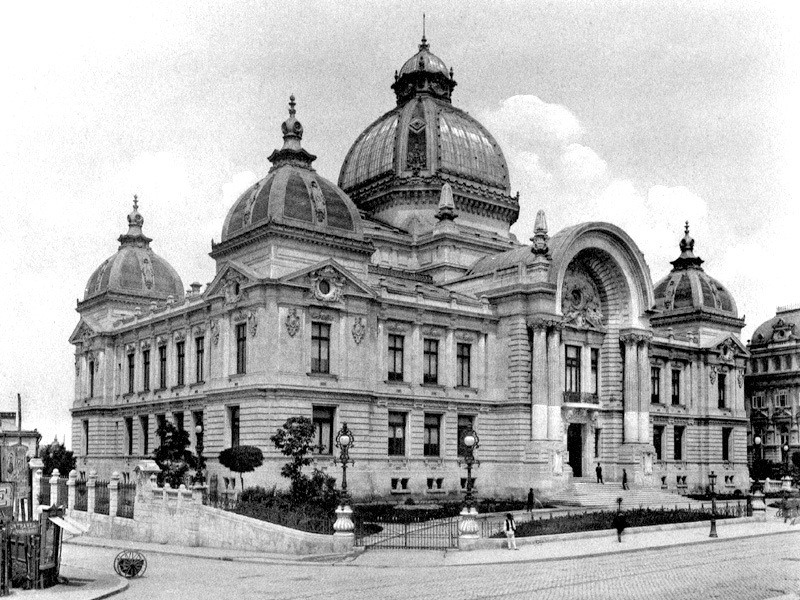
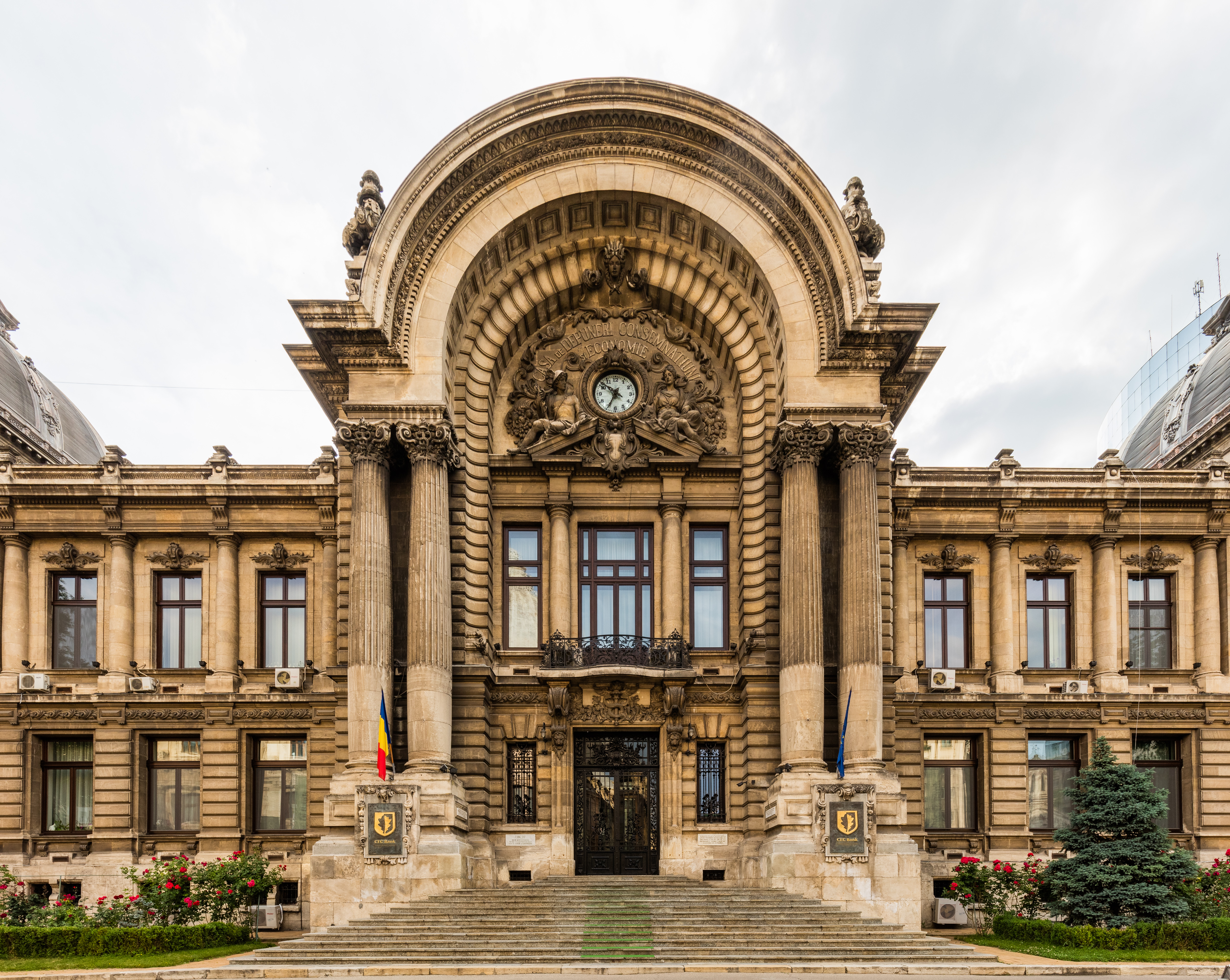
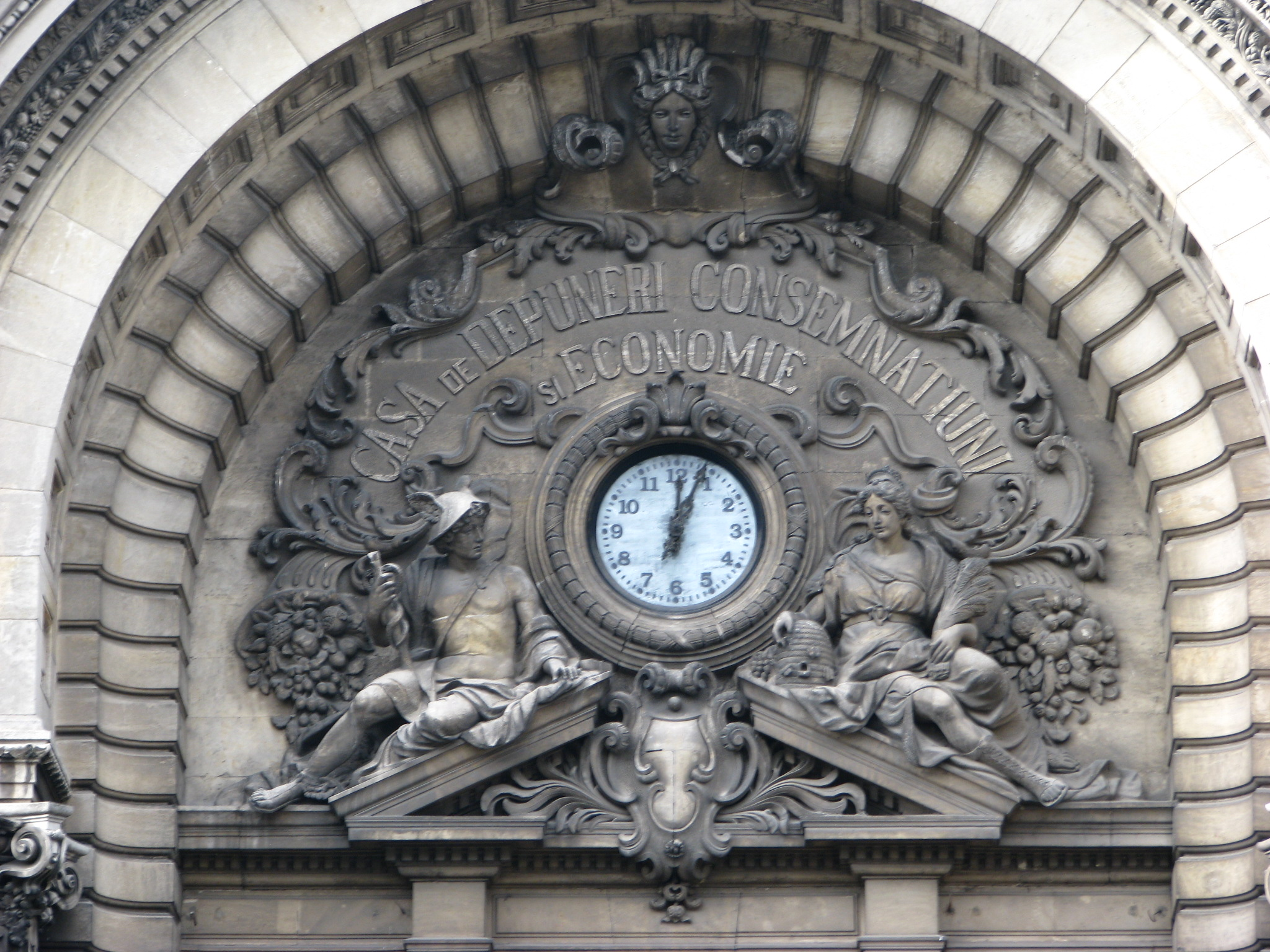
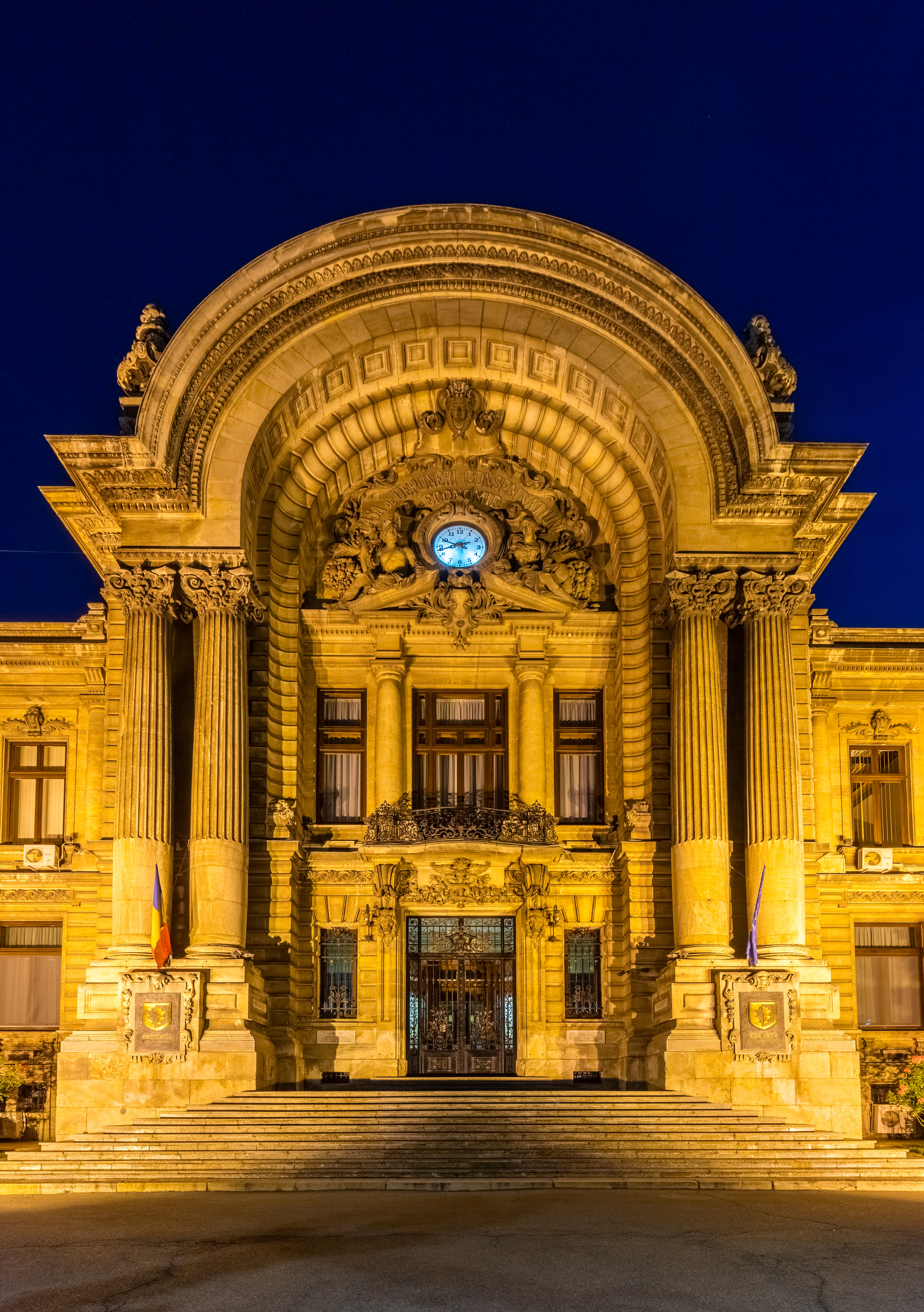
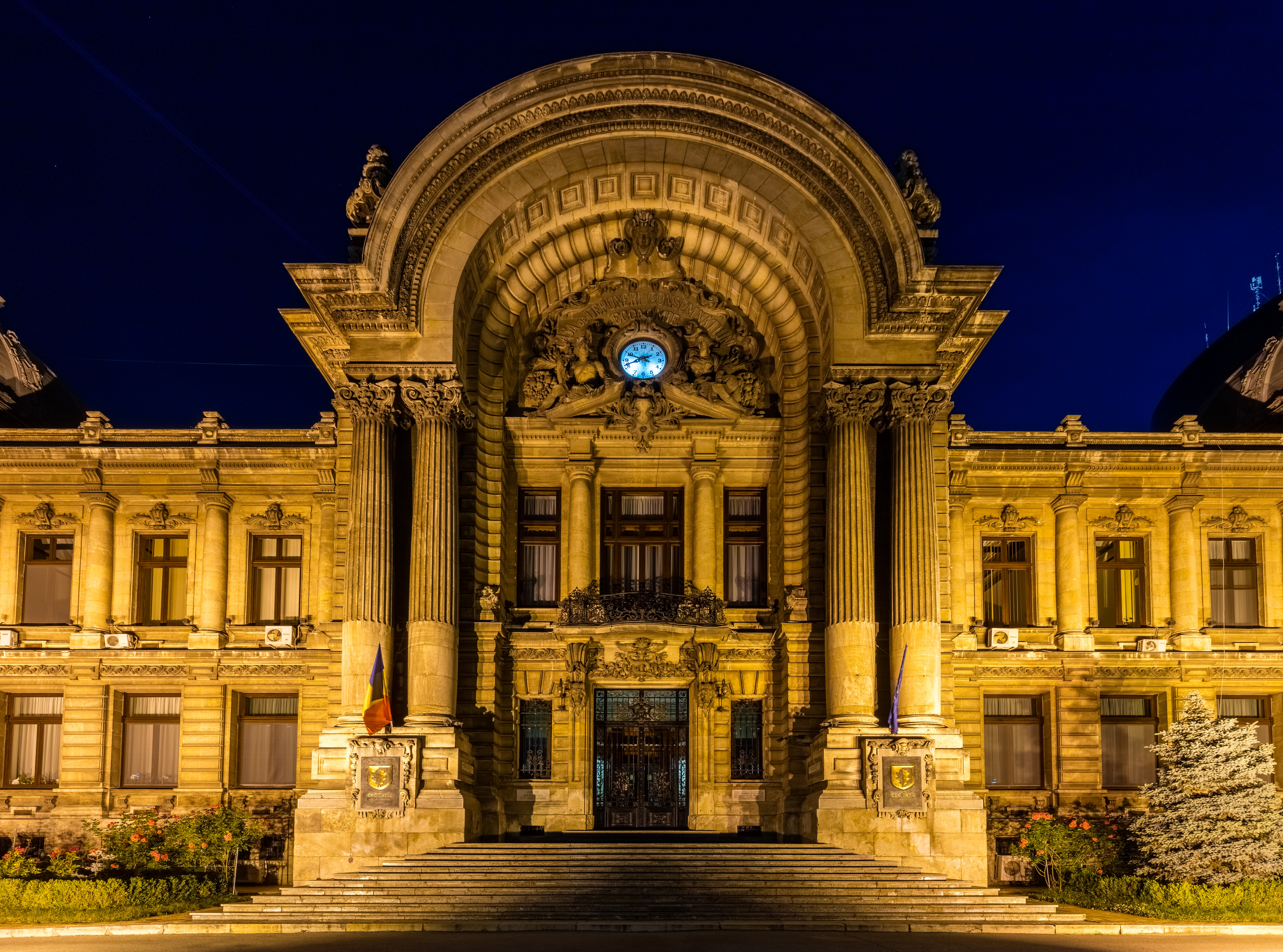
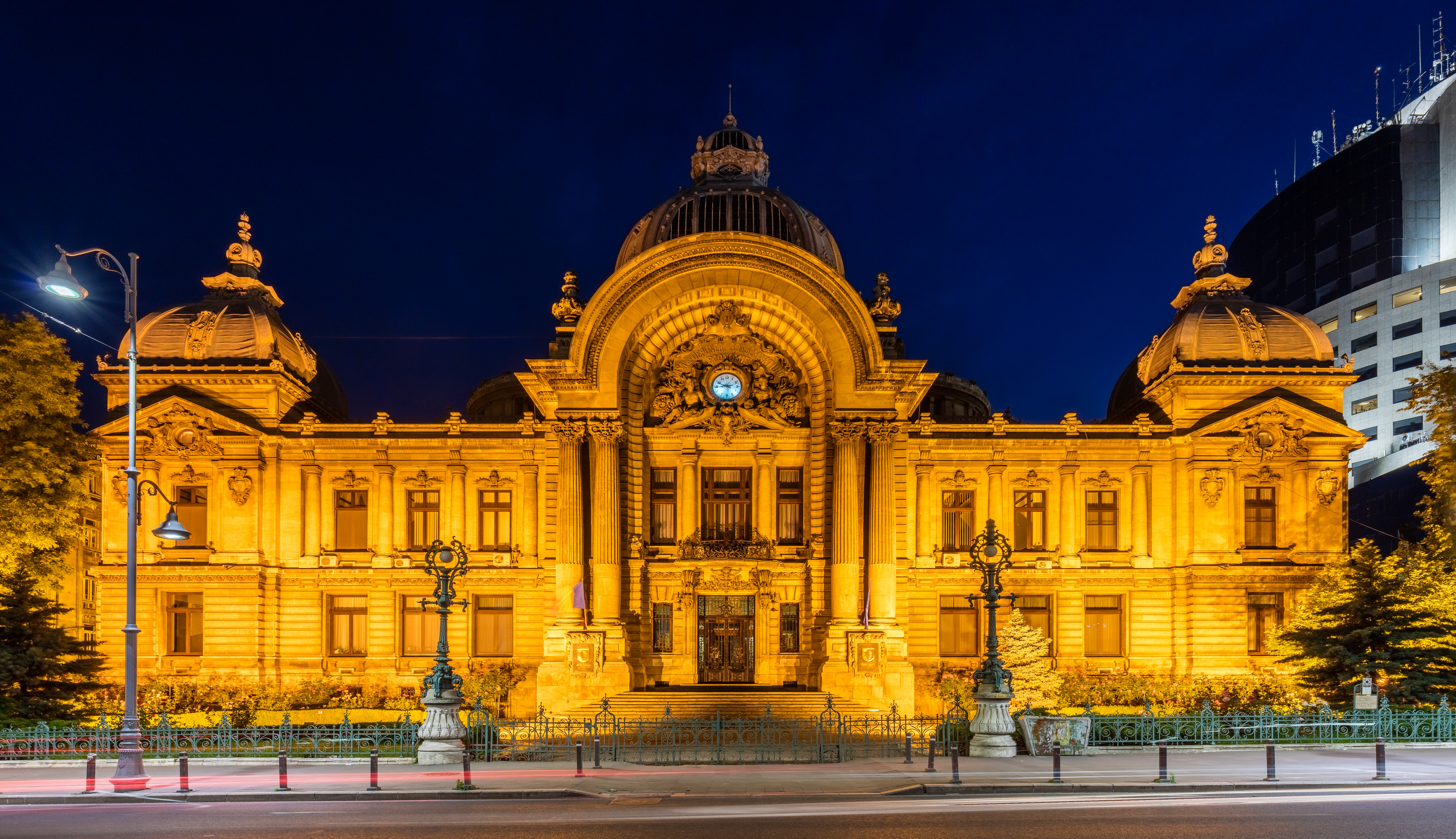
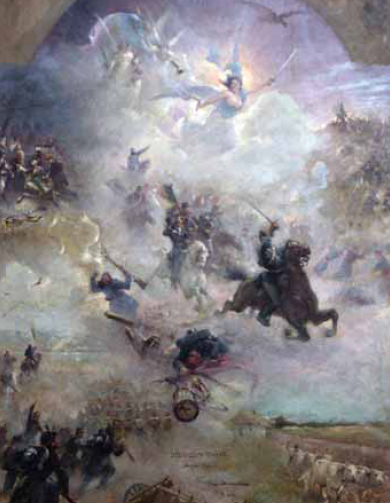